# Trattato di Torino (1733)
Il trattato di Torino, firmato a Torino il 26 settembre 1733, fu un accordo segreto tra il Regno di Francia e Carlo Emanuele III di Savoia, re di Sardegna.
Con l'accordo la Francia prometteva a Carlo Emanuele il ducato di Milano in cambio di aiuto militare nella guerra di successione polacca. In particolare il re di Sardegna si impegnava a garantire il passaggio delle truppe francesi sul proprio territorio e a fornire assistenza contro l'Austria.